# Mariehamn–Kapellskär
På sträckan mellan Kapellskär (i Uppland) och Mariehamn (på Åland) gick en bilfärjelinje. Den trafikerades av Viking Line med fartyget M/S Rosella. Resan tog två timmar.
I början av december 2022 meddelade Viking Line att M/S Rosella
sålts till ett grekiskt rederi. Fartygets sista resa mellan Kapellskär och Mariehamn gjordes den 8 januari 2023.